# Björn Holmgren (koreograf)
Björn Holmgren, född 9 november 1920 i Oscars församling i Stockholm, död 17 september 2016 i Stockholm, var en svensk balettdansör, koreograf och balettpedagog.
Holmgren var utbildad vid Kungliga Teaterns balettskola. Han blev betald elev 1937 och gjorde sin debut 1938 i Sven Aage Larsens uppsättning av Offenbach i Olympen. Han blev senare premiärdansör.
1968 tilldelades han Teaterförbundets guldmedalj för "utomordentlig konstnärlig gärning".

## Filmografi
Enligt Svensk Filmdatabas:

### Roller
- 1943 – En flicka för mej
- 1945 – I Roslagens famn
- 1952 – Eldfågeln
- 1954 – Balettprogram (TV-serie)
- 1958 – Jazzgossen

### Koreografi
- 1957 – Med glorian på sned

## Teater

### Koreografi
| År   | Produktion      | Upphovsmän                                                                               | Regi         | Teater        |
| ---- | --------------- | ---------------------------------------------------------------------------------------- | ------------ | ------------- |
| 1957 | No, No, Nanette | Vincent Youmans, Otto Harbach, Frank Mandel och Irving Caesar Översättning Gösta Stevens | Egon Larsson | Oscarsteatern |